# Pabellón de Hidalgo
Pabellón de Hidalgo är en ort i Mexiko.   Den ligger i kommunen Rincón de Romos och delstaten Aguascalientes, i den centrala delen av landet, 400 km nordväst om huvudstaden Mexico City. Pabellón de Hidalgo ligger 1 934 meter över havet och antalet invånare är 4 246.
Terrängen runt Pabellón de Hidalgo är kuperad åt sydväst, men åt nordost är den platt. Runt Pabellón de Hidalgo är det ganska tätbefolkat, med 144 invånare per kvadratkilometer. Närmaste större samhälle är Rincón de Romos, 5,8 km norr om Pabellón de Hidalgo. Trakten runt Pabellón de Hidalgo består till största delen av jordbruksmark.